# Матијевић
Матијевић је јужнословенско презиме изведено од мушког имена Матија, сродног од „Матеј“. Може се односити на следеће особе:
- Владимир Матијевић (1854–1929), предузетник
- Владимир Матијевић (фудбалер) (1957), фудбалер